# David Bateson
David Bateson (Sudáfrica, 9 de febrero de 1960) es un actor y actor de doblaje. Se hizo famoso al poner su voz al protagonista de la serie de videojuegos de IO Interactive Hitman, el Agente 47, desde su creación en 2000; junto con algunos comerciales de bloques LEGO.

## Biografía
David Bateson nació el 9 de febrero de 1960 en Durban, Sudáfrica; de parientes de ascendencia británica. Se convirtió en actor en Sudáfrica antes de regresar al Reino Unido en 1984. Posteriormente se mudó a Canadá y hoy en día vive en Copenhague, Dinamarca. Es miembro de la British Equity y del Sindicato de Actores Daneses.
Para 1994 actuó en su primer rol como Hother en la película Príncipe de Jutland. Luego, en 1996 actuó en la película Breaking the Waves, en la que interpretó a un joven marinero. Después en 2002 interpretó el papel principal en la película de cortometraje Debutanten.
Bateson proporcionó su voz y sirvió de modelo para el personaje Agente 47 de la serie de videojuegos Hitman. Sin embargo, el 28 de agosto de 2012, se confirmó en la página de Facebook de Hitman, que Bateson sería de nueva cuenta la voz del Agente 47, a lo que el director, Jon Brooke dijo que su ausencia, le hizo darse cuenta de lo importante que él era, el 16 de junio de 2015 justo un día después del anuncio de Hitman (2015), David Bateson confirmó en su cuenta de Twitter que volverá a poner su voz al Agente 47 en el nuevo título, como Hitman (2016), Hitman 2 (2018) y Hitman 3 (2021).
Posteriormente actuó como Virgil en 2020 en el videojuego indie Lightmatter, su primer juego que no es de la serie de Hitman.

## Filmografía

### Películas
| Año  | Título                             | Rol                                                 | Notas |
| ---- | ---------------------------------- | --------------------------------------------------- | ----- |
| 1994 | Príncipe de Jutland                | Hother                                              |       |
| 1996 | Breaking the Waves                 | Young Sailor                                        |       |
| 2000 | ¡Socorro! Soy un pez               | Comandante Shark, General Crab                      | Voz   |
| 2002 | One Hell of a Christmas            | Tommy                                               |       |
| 2003 | Rembrandt (película de 2003)       | Stor Mand                                           |       |
| 2008 | Sunshine Barry and the Disco Worms | Jimmy, Manager, Nature Speaker                      | Voz   |
| 2009 | Headhunter                         | Dr. Leipmann                                        |       |
| 2011 | Freddy Frogface                    | Bardini, Blacksmith, Carlo Androkles, Ole Antonioni | Voz   |
| 2012 | Ivan the Incredible                | Butcher, Teacher, Grumpy Fisherman                  | Voz   |

### Videojuegos
| Año  | Título                    | Rol                  | Notas |
| ---- | ------------------------- | -------------------- | ----- |
| 2000 | Hitman: Codename 47       | Agente 47            | Voz   |
| 2002 | Hitman 2: Silent Assassin | Agente 47, Agente 17 | Voz   |
| 2004 | Hitman: Contracts         | Agente 47            | Voz   |
| 2006 | Hitman: Blood Money       | Agente 47            | Voz   |
| 2012 | Hitman: Absolution        | Agente 47            | Voz   |
| 2016 | Hitman                    | Agente 47            | Voz   |
| 2018 | Hitman 2                  | Agente 47            | Voz   |
| 2020 | Lightmatter               | Virgil               | Voz   |
| 2021 | Hitman 3                  | Agente 47            | Voz   |